# Christ Community Church
Christ Community Church (CCC) är ett evangelikalt trossamfund bildat 1997 och en av de kyrkor som ser sig som den sanna arvtagaren till Christian Catholic Church i Zion, Illinois.
CCC har drygt 1000 medlemmar.